# Poch
Poch era el nombre artístico del músico español Ignacio María Gasca Ajuria (San Sebastián, 4 de enero de 1956-18 de septiembre de 1998).

## Trayectoria
Natural de San Sebastián. Hijo de familia numerosa, iba para médico, como su padre. 
Recibió clases de piano en la niñez. Siempre tuvo buen oído para los idiomas y estudió en el Colegio Alemán San Alberto Magno. Después de estudiar dos cursos de Medicina en Bilbao con resultados brillantes, su progenitor lo envió a Huesca, donde repitió tercero dos años.
Posteriormente Poch se trasladó a Madrid para, durante la década de los 80, convertirse en líder de la banda Derribos Arias, la cual logró una gran repercusión dentro del ambiente de la movida madrileña.

## Primeros proyectos
En San Sebastián formó La Banda sin Futuro con Alejo Alberdi (guitarra) y Manuel Moreno “Paul” (batería). Con este grupo, Ignacio Gasca grabó un disco que no vio la luz en su momento y cuya copia pirata, con temas como "Nos van a desinfectar", se convirtió en joya de coleccionistas.
En Madrid formó parte de Ejecutivos Agresivos, que fueron vanguardia dentro de la incipiente movida madrileña. Este fue el primer proyecto de Poch con trascendencia discográfica y en él participaron músicos como Carlos Entrena (voz), Jaime Urrutia (guitarra solista), Paco Trinidad (bajo), Juan Luis Vizcaya (batería) y Jorge Alfonso (guitarra rítmica). Algunos de ellos después integrarían bandas como Décima Víctima, Gabinete Caligari o Esclarecidos. Poch tocaba los teclados (sintetizador Korg MS-10). El grupo alcanzó cierto éxito con el sencillo titulado "Mari Pili", canción del verano de 1980 de la que Poch y Carlos Entrena terminaron la letra con estribillo del propio Poch.

## Derribos Arias
Con los integrantes de La Banda sin Futuro funda Derribos Arias. Inicialmente el grupo iba a llamarse Derribos Oscenses, pero finalmente cambiaron el nombre en homenaje a Almacenes Arias (Madrid), una empresa situada en la calle de la Montera, 31 de Madrid, en la que los modernos compraban ropa barata. Entre sus referencias están Suicide, Television, The Stooges, The Modern Lovers, The Velvet Underground. Tocaban en salas como Carolina, El Templo del Gato, Agapo, Sala Rock-Ola… Entre sus temas más representativos están “Branquias bajo el agua”, "Aprenda alemán en 7 días”, “A flúor”…
Derribos Arias formó parte de las corrosivas “Hornadas Irritantes”, junto a otros grupos como Glutamato Ye-Yé, Sindicato Malone, Siniestro Total o Ciudad Jardín (banda).

## Otros proyectos
Tras el último álbum de estudio de Derribos Arias, en 1984, Poch fichó por una multinacional y registró "Poch se ha vuelto a equivocar", un título premonitorio, a juzgar por su repercusión y críticas . "La Playa" se prometía canción del verano, pero el éxito del proyecto fue reducido. Otros temas del álbum son "Como uña y carne" o "El club de Herpes Viríticos". 
Poch participa en el musical Ser o no ser con varias canciones: "To be or not to be", "Dagas Hambrientas".
El artista grabaría un disco más, titulado "Nuevos sistemas para viajar", con temas como "Viaje por países pequeños" o "Jurelandia", antes de recluirse en la residencia de su familia, presa de su enfermedad.

## Enfermedad y muerte
Poch tenía un aspecto desaliñado, vestía con un largo abrigo negro o la chaquetilla del pijama como camisa, llevaba las gafas pegadas con esparadrapo, pinzas de tender la ropa colgadas en lugar de imperdibles (como era la moda)… En general llevaba una vida desordenada, bebía, consumía sustancias como la mescalina...
Poch "Pochete" recibió este nombre en su juventud por su carácter enfermizo. Tenía asma y a mediados de los 80 se le diagnosticó la Enfermedad de Huntington, un mal degenerativo del sistema nervioso que altera la cognición y la movilidad y que le llevaría a la muerte en 1998.